# Programma contenitore
Con programma contenitore si intende un programma televisivo o radiofonico costituito da diversi segmenti di spettacolo, informazione, sport, cultura o altro. Definito anche multi-genere, nasce come evoluzione del varietà integrato da elementi di genere diverso (informazione giornalistica, interviste o altro) e può avere una durata anche molto lunga. Il termine indica anche una trasmissione pensata per "contenere" altri programmi, anche di generi diversi, presentando o meno una conduzione o altri elementi di un programma autonomo.

## Esempi di contenitori

### Televisivi
- Carosello
- Domenica in
- Buona Domenica
- Bim Bum Bam
- Ciao Ciao
- Go-Cart
- Solletico
- Disney Club

### Radiofonici
- Caterpillar